# Na Moon-hee

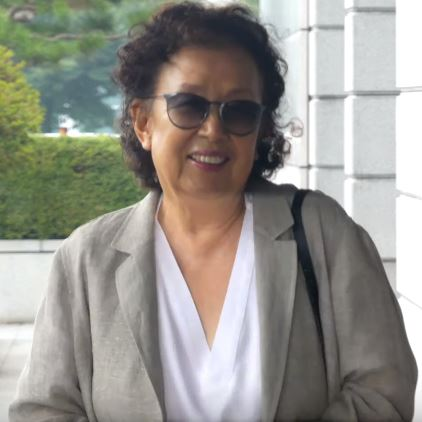
Na Moon-hee nel 2019

Na Moon-hee nata Na Kyung-ja (Pechino, 30 novembre 1941) è un'attrice cinese naturalizzata sudcoreana.

## Biografia
Nata a Pechino nel 1941, inizia a recitare all'età di vent'anni. Ha partecipato come protagonista alle pellicole Susanghan geunyeo, Yukhyeolpo gangdodan, Harmony e Mission Possible: Kidnapping Granny K.